# Anton Ondruš
Anton Ondruš (* 27. března 1950, Solčany) je bývalý slovenský fotbalista a kapitán mistrů Evropy z Bělehradu 1976 i bronzového týmu na ME 1980. Je považován za jednoho z nejlepších evropských obránců druhé poloviny 70. let. Ženatý, dvě děti – Lucas a Tony.

## Klubová kariéra
Na klubové úrovni hrál ve Slovanu Bratislava, kam přišel roku 1960 a působil zde dalších 20 let s výjimkou základní vojenské služby v sezóně 1977/1978, kdy hrál za Duklu Banskou Bystrica. Je zajímavostí, že v mládežnických týmech začínal jako útočník, na místo stopera ho poslal až trenér Michal Vičan na Rappanově poháru v roce 1971. Následně ho trenér Ján Hucko vrátil do útoku, poslední přesun učinil Jozef Vengloš, který ho definitivně vrátil do středu obrany. V základní sestavě začal hrát na podzim roku 1972. Účinkování na Tehelném poli skončil v roce 1980. Zde sehrál 226 utkání a dal úctyhodných 38 branek. Stal se mistrem ligy v letech 1974 a 1975, roku 1974 vyhrál Československý pohár a dvakrát získal i pohár Slovenský (1974 a 1976).
Sezónu 1981–1982 odehrál v belgickém klubu FC Bruggy, odkud přestoupil do francouzského týmu CS Thonon (1983–1987) a úspěšnou fotbalovou kariéru ukončil jako 39letý ve švýcarském klubu FC Biel (1988/1989).
V Poháru mistrů evropských zemí nastoupil ve 4 utkáních a v Poháru UEFA nastoupil ve 4 utkáních a dal 3 góly.

## Ligová bilance
| Ročník                                   | Zápasy | Góly | Klub                  |
| ---------------------------------------- | ------ | ---- | --------------------- |
| 1. československá fotbalová liga 1970/71 | 3      | 0    | Slovan Bratislava     |
| 1. československá fotbalová liga 1971/72 | 2      | 0    | Slovan Bratislava     |
| 1. československá fotbalová liga 1972/73 | 14     | 7    | Slovan Bratislava     |
| 1. československá fotbalová liga 1973/74 | 28     | 4    | Slovan Bratislava     |
| 1. československá fotbalová liga 1974/75 | 30     | 7    | Slovan Bratislava     |
| 1. československá fotbalová liga 1975/76 | 29     | 6    | Slovan Bratislava     |
| 1. československá fotbalová liga 1976/77 | 21     | 3    | Slovan Bratislava     |
| 1. československá fotbalová liga 1977/78 | 28     | 8    | Slovan Bratislava     |
| 1. československá fotbalová liga 1978/79 | 13     | 1    | Dukla Banská Bystrica |
| 1. československá fotbalová liga 1978/79 | 14     | 1    | Slovan Bratislava     |
| 1. československá fotbalová liga 1979/80 | 29     | 0    | Slovan Bratislava     |
| 1. československá fotbalová liga 1980/81 | 15     | 1    | Slovan Bratislava     |
| 1. belgická fotbalová liga 1981/82       | 7      | 0    | Club Brugge KV        |
| 2. francouzská fotbalová liga 1983/84    | 7      | 0    | CS Thonon             |
| 2. francouzská fotbalová liga 1984/85    | 28     | 1    | CS Thonon             |
| 2. francouzská fotbalová liga 1985/86    | 32     | 4    | CS Thonon             |
| 2. francouzská fotbalová liga 1986/87    | 28     | 1    | CS Thonon             |
| CELKEM                                   | 233    | 38   |                       |

## Reprezentační kariéra
Byl znám svou mohutnou postavou, díky které byl silný zejména v soubojích ve vzduchu. Reprezentační kariéru si odbyl 27. března 1974 v zápase proti NDR, kdy zároveň oslavil své 24. narozeniny.
V prvním utkání ME 1976 se trefil proti Holanďanům, zároveň vstřelil i vlastní gól. Nastoupil i ve finále proti Západnímu Německu, které Čechoslováci vyhráli na penalty. Reprezentační derniéru si odbyl na ME 1980, kde odehrál všechny zápasy. V penaltovém rozstřelu v boji o bronz proti Itálii byl úspěšný stejně jako na předchozím šampionátu. Je zajímavé, že v obou zmiňovaných duelech pořadí prvních pěti československých exekutorů bylo totožné.
Ve své reprezentační kariéře odehrál 58 zápasů a vsítil 9 gólů. S kapitánskou páskou nastoupil ve třiceti zápasech.

## Úspěchy
- mistr Evropy 1976 v jugoslávském Bělehradu
- 3. místo na Mistrovství Evropy 1980 v Itálii
- mistr Československa 1974 a 1975
- vítěz Československého poháru 1974
- vítěz Slovenského poháru 1974, 1976
- anketa Zlatý míč (také známa jako Nejlepší evropský fotbalista roku) za rok 1976 – 6. místo
- člen All-Stars Mistrovství Evropy 1976
- 6. v anketě "Fotbalista století na Slovensku"